# Marcory

Marcory dans la ville d'Abidjan

Marcory  est une commune de la ville d'Abidjan, en Côte d'Ivoire. Elle est située au sud de la ville, entre la commune de Treichville et celle de Koumassi, sur l’île de Petit-Bassam. En 2021, sa population est estimée à 214 061 habitants.
On trouve dans la commune l'un des plus célèbres maquis de la ville, le Marcory Gasoil – qui fait partie du quartier dit des Mille maquis –, ainsi que le stade Robert Champroux.
Marcory concentre une grande partie de la diaspora libanaise en Côte d'Ivoire et est surnommé « le petit Beyrouth ». Une rue Beyrouth y a été inaugurée en 2017.
La commune de Marcory est reliée à celle de Cocody par le pont à péage autoroutier Henri Konan Bédié, inauguré le 16 décembre 2014.
Son maire – élu par le conseil municipal, le lundi 17 juin 2013 – est Aby Raoul, qui a succédé à Lamine Diabagaté.

## Administration
Son maire actuel est Aby Raoul. Et ce, depuis les élections municipales de 2013.  
Mais avant lui, se sont succédé cinq maires :  
1. Lamine DIABAGATÉ (2011 - 2013)[5]
2. Marcelin Assi AKANDA (2001 - 2011)[6]
3. Feu Yves MANKAMBOU (1996 - 2001)
4. Norbert Kouamé Bohoussou (maire intérimaire, août 1995 - février 1996)
5. Feu Victor AMAGOU (1980 - 1995)[7]

## Les quartiers et villages
La commune de Marcory est composée de 12 quartiers et de trois villages.
Les quartiers sont: 
1. Résidentiel;
2. Champroux;
3. Marie Koré;
4. Gnanzoua;
5. Kablan Brou Félix;
6. Hibiscus;
7. Konan Raphaël;
8. Jean-Baptiste Mockey;
9. Adeimin;
10. Biétry;
11. Zone 4 C;
12. Aliodan.

Les villages sont:
1. Anoumabo;
2. Abia-Koumassi;
3. Abia-Abety.

## Éducation
| - Enseignements primaires                          | - Enseignements secondaires | - Grandes écoles |
| -------------------------------------------------- | --------------------------- | ---------------- |
| École primaire d'Anoumabo                          | Lycée municipal de Marcory  | Le groupe LOKO   |
| École primaire Aké Gervais et EPP EECI Sombo Isaac | Collège Saint-Elysée        | Le groupe ITA    |
|                                                    | Collège Victor Loba'd       | Institut Froebel |
| ecole primaire la ruche                            | Groupe Ecole ALFRED nobel   | EUROF            |

## Infrastructures
| - supermarchés | - stades           | - Hôtels               |
| -------------- | ------------------ | ---------------------- |
| Cap Sud        | Le champroux       | Hôtel Ibis             |
| Carrefour      | Le stade de l'INJS | Hôtel Hibiscus         |
| Orca Deco      |                    | Azalaï Hôtel Abidjan   |
| Prima Center   |                    | Hôtel Nouvelle Pergola |

### Pharmacies de Marcory
- Pharmacie d'Anoumabo
- Pharmacie Canaan
- Pharmacie de l’amitié
- Pharmacie de l'INJS
- Pharmacie des lagunes
- Pharmacies du petit marché
- Pharmacie Leila
- Pharmacie les Remblais
- Pharmacie Jehova Jiré Aliodan
- Pharmacie Tiacoh
- Pharmacie Massarana
- Pharmacie Ebathe

### Commissariat de police
- Commissariat du 9e arrondissement
- Commissariat du 26e Arrondissement
- Commissariat du 31e Arrondissement
- Commissariat du 4e Arrondissement

## Jumelages
Guelmim (Maroc) depuis le 20 décembre 2009